# Elmar Borrmann
Elmar Borrmann (Stuttgart, 18 januari 1957) is een Duits voormalig schermer.

## Carrière
Elmar Borrmann kwam uit voor de schermclub Tauberbischofsheim en bezocht de handelsschool Tauberbischofsheim. In 1977 werd Borrmann voor de eerste keer Duits individueel kampioen. In 1981 en 1984 kon hij deze titelwinst herhalen. Op de wereldkampioenschappen van 1979 won hij zilver met het team. Nadat hij niet kon deelnemen aan de Olympische Spelen van 1980 in Moskou als gevolg van de Olympische boycot, won hij brons in het individuele klassement op de Wereldkampioenschappen van 1981 in Clermont-Ferrand. Twee jaar later, op de wereldkampioenschappen van 1983 in Wenen, won hij goud in het individuele klassement en zilver met het team. Het zou zijn laatste individuele medaille op de Wereldkampioenschappen blijven.
Op de Olympische Spelen van 1984 won hij goud met het team en werd zesde in de individuele competitie. Na in 1985 geen deel te hebben uitgemaakt van de nationale ploeg, werd Elmar Borrmann wereldkampioen ploegen op de Wereldkampioenschappen 1986 samen met Alexander Pusch, Volker Fischer en Arnd Schmitt. Hij won zilver met de ploeg op de Wereldkampioenschappen 1987, de Olympische Spelen 1988 en de Wereldkampioenschappen 1989. Daarna volgden een vierde plaats in 1990 en brons op de Wereldkampioenschappen van 1991. In 1992 won hij in Barcelona zijn tweede Olympische gouden medaille. Hiervoor ontving hij op 23 juni 1993 het Zilveren Laurierblad.
Hij volgde dit met een bronzen medaille op de wereldkampioenschappen van 1993, een zilveren medaille in 1994 en zijn tweede wereldtitel in 1995 samen met Arnd Schmitt, Mariusz Strzałka en Michael Flegler. Bij zijn vierde Olympische deelname in 1996 in Atlanta eindigde hij als vierde met de ploeg. Op veertigjarige leeftijd won hij nog een zilveren medaille op de Wereldkampioenschappen van 1997, samen met Schmitt en Flegler.

## Resultaten

### Olympische Zomerspelen
| Jaar | Plaats      | Resultaten              |
| ---- | ----------- | ----------------------- |
| 1984 | Los Angeles | 6e degen degen team     |
| 1988 | Seoel       | degen team              |
| 1992 | Barcelona   | 5e degen degen team     |
| 1996 | Atlanta     | 16e degen 4e degen team |

### Wereldkampioenschappen schermen
| Jaar | Plaats           | Resultaten         |
| ---- | ---------------- | ------------------ |
| 1979 | Melbourne        | degen team         |
| 1981 | Clermont-Ferrand | degen              |
| 1983 | Wenen            | degen · degen team |
| 1986 | Sofia            | degen team         |
| 1987 | Lausanne         | degen team         |
| 1989 | Denver           | degen team         |
| 1991 | Boedapest        | degen team         |
| 1993 | Essen            | degen team         |
| 1994 | Athene           | degen team         |
| 1995 | Den Haag         | degen team         |
| 1997 | Kaapstad         | degen team         |
| 1999 | Seoel            | degen team         |

1908: Alibert, Berger, Collignon, Gravier, Lippmann, Olivier, Stern ·
1912: H. Anspach, P. Anspach, Hennet, Ochs, Salmon, Willems ·
1920: Allocchio, Bozza, Canova, Costantino, Marrazzi, A. Nadi, N. Nadi, Olivier, Thaon di Revel, Urbani ·
1924:  Buchard, Ducret, Gaudin, Labatut, Liottel, Lippmann, Tainturier ·
1928:  Agostoni, Basletta, M. Bertinetti, Cornaggia-Medici, Minoli, Riccardi ·
1932: Buchard, Cattiau, Jourdant, Piot, Schmetz, Tainturier ·
1936: Brusati, Cornaggia-Medici, E. Mangiarotti, Pezzana, Ragno, Riccardi ·
1948: Artigas, Desprets, Guérin, Huet, Lepage, Pécheux ·
1952: Battaglia, F. Bertinetti, Delfino, D. Mangiarotti, E. Mangiarotti, Pavesi ·
1956: Anglesio, F. Bertinetti, Delfino, E. Mangiarotti, Pavesi, Pellegrino ·
1960: Delfino, E. Mangiarotti, Marini, Pavesi, Pellegrino, Saccaro ·
1964: Bárány, Gábor, Kausz, Kulcsár, Nemere ·
1968: Fenyvesi, Kulcsár, Nagy, Nemere, P. Schmitt ·
1972: Erdős, Fenyvesi, Kulcsár, Osztrics, P. Schmitt ·
1976: Edling, Von Essen, Flodström, Högström, Jacobson ·
1980: Boisse, Gardas, Picot, Riboud, Salesse ·
1984: Borrmann, Fischer, Heer, Nickel, Pusch ·
1988: Delpla, Henry, Lenglet, Riboud, Srecki ·
1992: Borrmann, Felisiak, Proske, Resnitstsjenko, A. Schmitt ·
1996: Cuomo, Mazzoni, Randazzo ·
2000: Mazzoni, Milanoli, Randazzo, Rota ·
2004: Boisse, F. Jeannet, J. Jeannet, Obry ·
2008: F. Jeannet, J. Jeannet, Robeiri ·
2016: Borel, Grumier, Jérent, Lucenay ·
2020: Kano, Minobe, Yamada, Uyama ·
2024: Koch, Andrásfi, Siklósi, Nagy